# Montage électrique

Schéma basique d'un montage amplificateur à émetteur commun

Un montage électrique ou électronique est un arrangement canonique de composants électriques ou électroniques destiné à réaliser une fonction dans un circuit électrique ou électronique.
- Un montage va-et-vient est une disposition d'interrupteurs qui permet d'éteindre ou d'allumer une lampe (ou tout autre appareil électrique) à partir de deux endroits différents.
- Un push-pull est une disposition de sortie d'appareil électronique dans laquelle cette sortie est relièe à un bus d'alimentation positive par un transistor et au bus d'alimentation négative par un autre.

Un montage ne comprend pas nécessairement l'ensemble des composants nécessaires au fonctionnement, contrairement à un circuit, qui comporte au moins une boucle, permettant le passage d'un courant électrique à travers un générateur et un récepteur. Par exemple, le montage émetteur commun est un arrangement de composants autour d'un transistor tel que l'émetteur est relié à un potentiel fixe, commun à l'entrée et à la sortie. Le montage ne dit rien de l'alimentation du circuit ni du mode de polarisation de la base.
On appelle ainsi montage une disposition d'éléments utile à l'analyse du circuit : montage en série ou en parallèle, ou la topologie réalisée à l'aide d'un amplificateur opérationnel idéal, de fonctions d'usage fréquent : montage intégrateur.
Dans un autre sens fréquent, un montage électrique est un assemblage expérimental de composants. Montages électroniques est le titre d'une collection didactique destinées aux électroniciens amateurs désirant assembler (« monter ») eux-mêmes des circuits définis par leur usage. Dans l'enseignement en France, un montage électrique est proposé en travaux pratiques, afin d'acquérir des concepts fondamentaux comme celui de circuit électrique. Dans le même sens, un composant monté en surface est assemblé à un circuit imprimé sans nécessiter de perçage.
Un schéma électrique est la : « représentation des différents symboles des éléments présents dans un montage électrique : générateur, interrupteur, lampe, moteur ... ».